# Zaraewo
Zaraewo (bułg. Зараево) – wieś w Bułgarii, w obwodzie Tyrgowiszte, w gminie Popowo. W 2024 roku liczyła 921 mieszkańców.